# Never Again (film, 1915)
Pour les articles homonymes, voir Never Again.
Pour plus de détails, voir Fiche technique et Distribution.
Never Again est un court-métrage américain produit par William Selig en 1915 et réalisé par Tom Mix.

## Fiche technique
- Titre original : Never Again
- Réalisation : Tom Mix
- Scénario d'après une histoire de Tom Mix
- Production : William Selig
- Société de production : Selig Polyscope Company
- Société de distribution : General Film Company
- Pays d'origine :  États-Unis
- Langue originale : anglais
- Format : noir et blanc — 35 mm — 1,37:1 — Film muet
- Genre : Western
- Durée : 11 minutes (une bobine)
- Date de sortie :
  - États-Unis : 11 septembre 1915
- Licence : Domaine public

## Distribution
- Tom Mix
- Victoria Forde
- Sid Jordan
- Leo D. Maloney  (comme Leo Maloney)
- Helen Gilmore